# Élections fédérales australiennes de 1963
Des élections législatives fédérales se tiennent le 30 novembre 1963 en Australie afin de renouveler les 122 sièges de la Chambre des représentants.